# Jean-Jacques Scherrer
Pour les articles homonymes, voir Scherrer.
 (octobre 2012).
Si vous disposez d'ouvrages ou d'articles de référence ou si vous connaissez des sites web de qualité traitant du thème abordé ici, merci de compléter l'article en donnant les références utiles à sa vérifiabilité et en les liant à la section « Notes et références ».
Jean-Jacques Scherrer, né le 29 septembre 1855 à Lutterbach et
mort le 16 mai 1916 à Paris, est un peintre français.

## Biographie

### Jeunesse
Jean-Jacques Scherrer naît à Lutterbach en Alsace. À la suite du décès prématuré de son père qui travaillait en Espagne, il est placé chez un oncle à l'âge de six ans, sa mère ne pouvant subvenir aux besoins de ses quatre enfants. Il travaille alors après sa scolarité dans l'usine Haeffley à Pfastatt. L'un des directeurs de l'entreprise remarquant que le jeune homme est doué pour le dessin et la peinture, il le pousse à poursuivre sa formation. Il quitte son Alsace natale après le traité de Francfort en 1871 et opte pour la nationalité française. À l'âge de seize ans il émigre à Paris. Il est alors élevé par le statuaire Jules Cavelier qui l'initie au dessin dans l'atelier de Félix Barrias, artiste auquel il voue une affection profonde. Il le pousse à poursuivre sa formation à l'école des beaux-arts de Paris dans l'atelier d'Alexandre Cabanel. Il débute au Salon en 1877. En 1879, il peint la Résurrection du fils de la veuve de Naïm, toile orientaliste aujourd'hui conservée dans la crypte de la basilique de Lutterbach.
Dans l'année 1880, il se marie avec Mathilde Haquette (1857-1939), également artiste-peintre sur porcelaine pour la manufacture de Sèvres et ils ont deux enfants : Jean et Lucie-Marthe .

### Œuvre
Il obtient une mention honorable au Salon de 1881 pour L'Assassinat du maréchal Brune. Grâce à cette toile, il reçoit une bourse de voyage, part pour l'Italie et y demeure pendant deux années pour étudier dans les plus grands musées, copiant, rapportant documents et sciences picturales qui ont été la base de sa production. Il revient à Paris en 1883, et obtient une mention honorable pour Beaurepaire, la capitulation de Verdun, le 2 septembre 1792. Il devient sociétaire des artistes français en 1884. En 1887, Jean-Jacques Scherrer obtient une médaille de troisième classe, pour L'Entrée de Jeanne d'Arc à Orléans, victorieuse des Anglais  une des œuvres les plus connues de l'artiste. En 1889, il obtient une médaille de bronze à l'Exposition universelle de Paris pour Isabeau de Bavière. Après avoir obtenu une médaille de seconde classe au Salon de 1892, pour Charlotte Corday à Caen, il est hors-concours aux Salons suivants.
Peu avant la fin du XIXe siècle, la manufacture des tabacs français charge Scherrer de décorer intérieurement et extérieurement le pavillon de la SEITA lors de l'Exposition universelle de 1900. Cette œuvre lui vaut une médaille de bronze. L'année suivante, il est nommé chevalier de la Légion d'honneur.
Il est réputé pour sa pratique de la peinture d'histoire, genre pour lesquels l'État passait alors de nombreuses commandes.
À côté de ces commandes, il produit des études de nus, des copies de toiles de maître exécutées en Italie (Raphaël), en Hollande (Franz Hals), ou au musée du Louvre, des dessins préparatoires à ses œuvres historiques monumentales, comme Rouget de l'Isle composant la Marseillaise ou le Départ de Jeanne d'Arc de Vaucouleurs, exposé au Salon de 1897. Napoléon à Brünn, en Moravie est présentée au Salon de 1907, et Mozart enfant jouant ses œuvres au Salon de 1891. Louis XVII au Temple est conservé au musée de Colmar, et Robespierre, Marat et Danton au cabaret de la rue du Paon au musée de Mulhouse.
Outre ses sujets historiques, Scherrer explore d'autres genres. Ce sont des paysages de Seine-et-Marne, de Normandie, d'Alsace, de Hollande, d'Italie, des scènes de genres comme Joueurs de dames, Rachel déclamant la tragédie de Phèdre, devant Alfred de Musset. L'Heure du lait en Haute Alsace (Salon de Paris de 1912), a été maintes fois reproduite en cartes postales à cause de son thème patriotique.
Il réalise des scènes animalières, comme Chevaux à l'abri, des portraits, comme celui du peintre officiel de la Marine Gaston Roullet, de Louis-Philippe Hébert dans son atelier parisien, de Charles Legrand, président de la chambre de commerce, ainsi que des portraits des notables parisiens et de la bourgeoisie industrielle.
Il peint aussi des natures mortes, des sujets religieux comme le chemin de croix de la basilique de Lutterbach composé de quatorze grands panneaux.
« La caractéristique de Scherrer est la recherche constante de la forme et de la composition. Coloriste puissant, doué d'une imagination féconde, notre célèbre compatriote est aujourd'hui l'un des artistes les plus estimés qui soit ».
Jean-Jacques Scherrer est lié avec de nombreux artistes de son époque, comme Puvis de Chavannes, Jean-Léon Gérôme, Édouard Detaille, Auguste Bartholdi, Jean-Jacques Henner ou Isidore Pils. Ses œuvres sont visibles dans toute la France, au Canada, ainsi qu'aux États-Unis. Il expose durant trente-deux années au Salon, ainsi qu'à Barcelone, à Chicago, à Tunis où il est décoré de l'ordre du Nicham Iftikhar. Tour à tour paysagiste, portraitiste, peintre de genre et surtout peintre d'histoire, Scherrer meurt le 16 mai 1916 à Paris. Il est enterré au cimetière de Gentilly.
Une exposition posthume de son œuvre a lieu en 1920[Où ?].

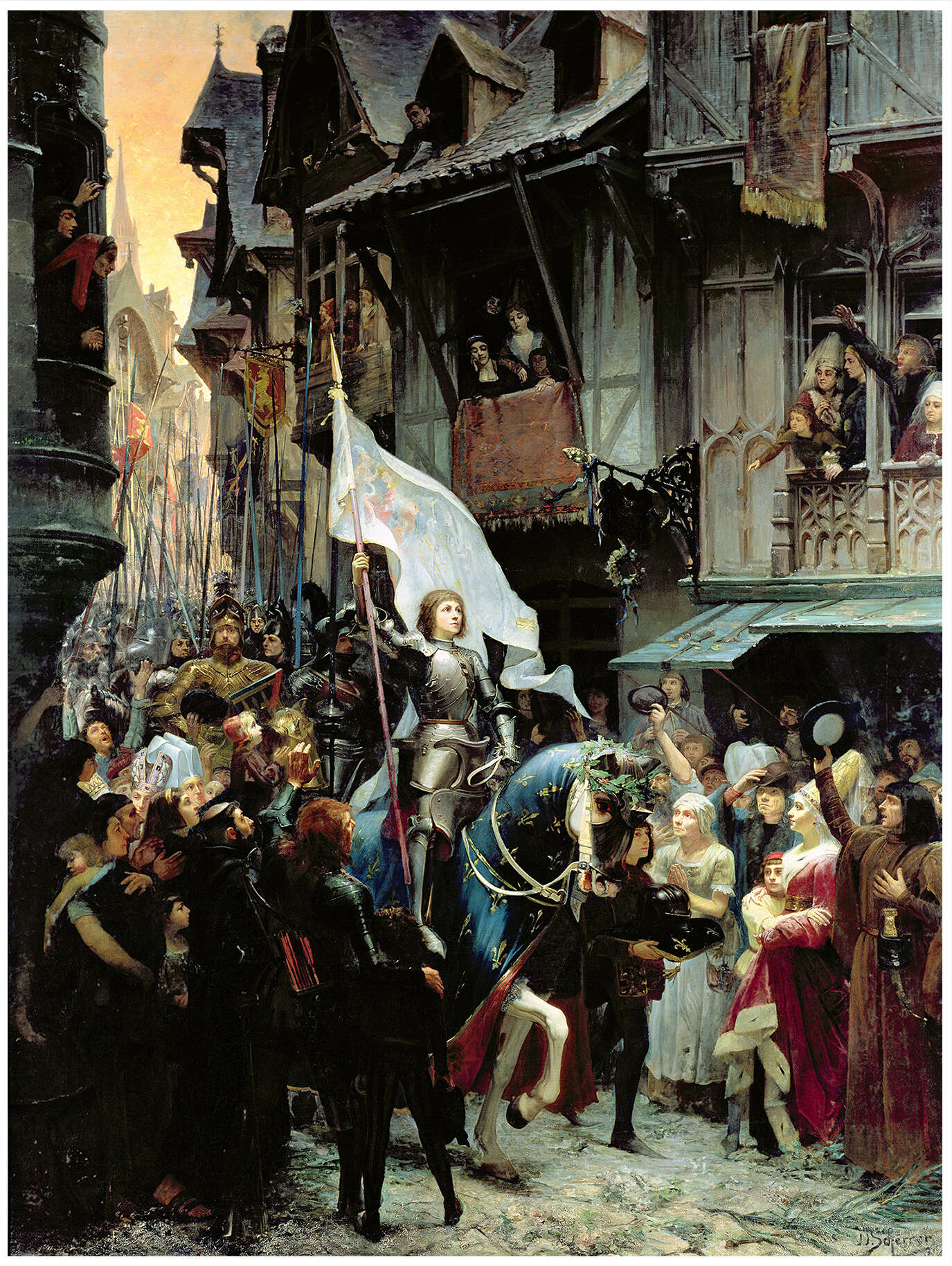
L'Entrée de Jeanne d'Arc à Orléans (1887), musée des beaux-arts d'Orléans
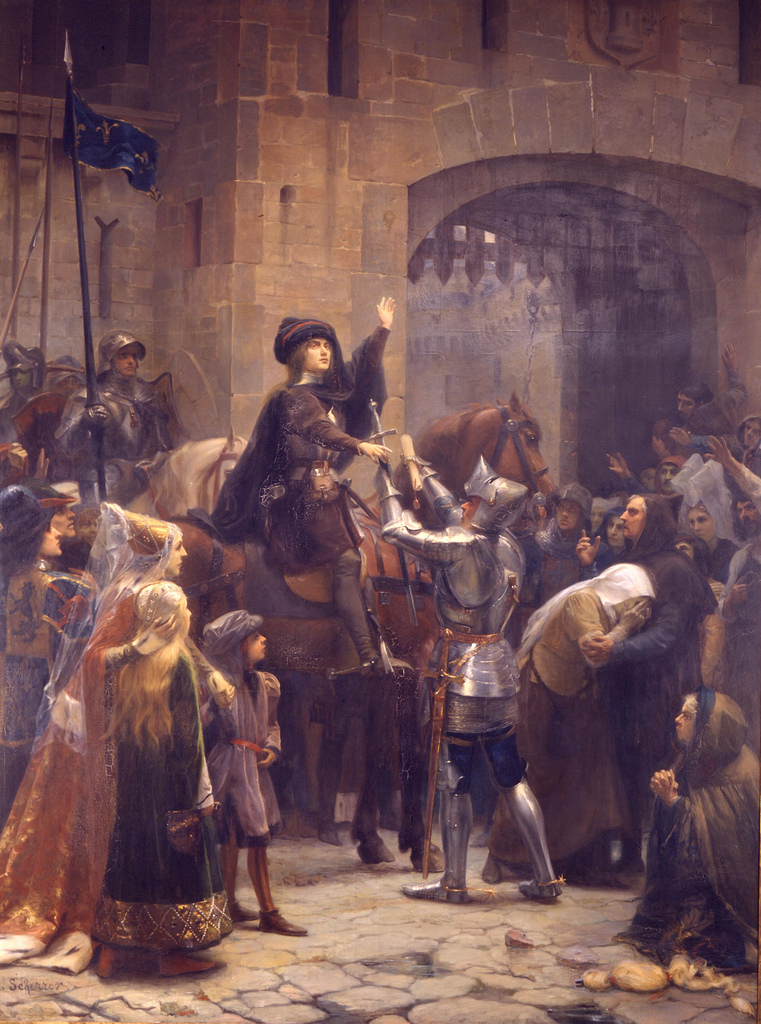
Départ de Jeanne d'Arc de Vaucouleurs (1897), mairie de Vaucouleurs